# Мемфіс Слім
Ме́мфіс Слім (англ. Memphis Slim), справжнє ім'я Джон Лен Че́тмен (англ. John Len Chatman; 3 вересня 1915, Мемфіс, Теннессі — 24 лютого 1988, Париж, Франція) — американський блюзовий піаніст, співак і композитор. За своє життя зробив понад 500 записів.

## Біографія

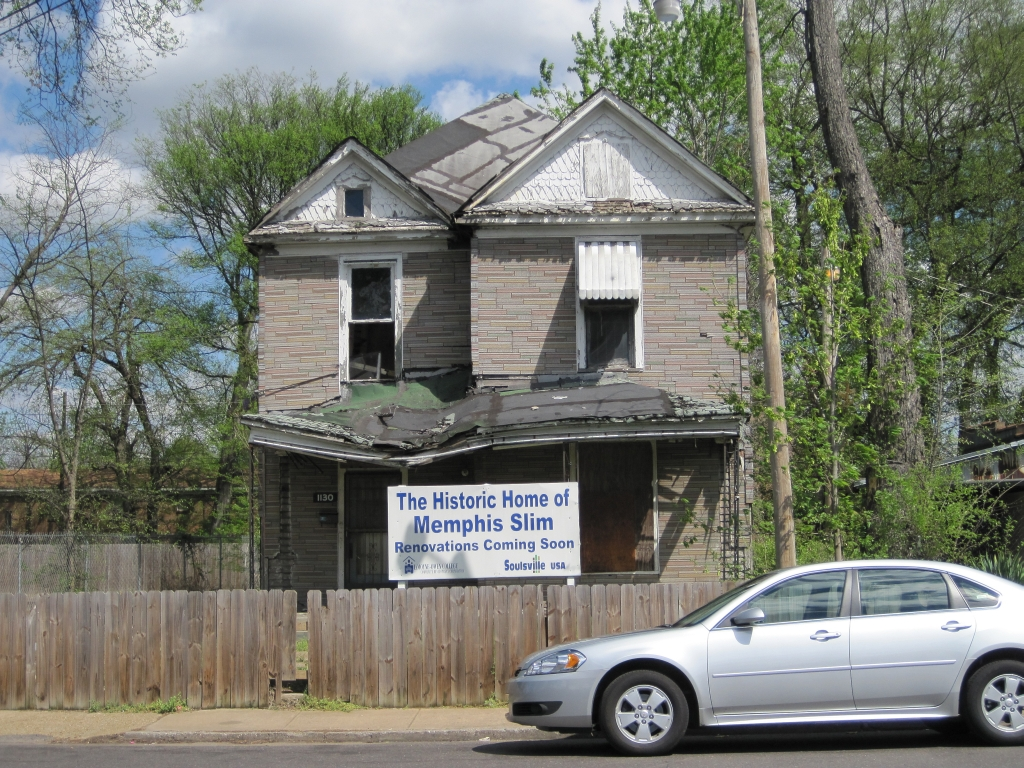
Будинок у Мемфісі, в якому народився Мемфіс Слім

Народився 3 вересня 1915 року у Мемфісі, штат Теннессі. Син Пітера Четмена і Елли Гарретт. Походив з музичної родини — батько Джона, Пітер Четмен, співав і грав на піаніно і гітарі. Джон самостійно навчився грі на піаніно, особливо його приваблюли такі стилі як блюз, бугі-вугі та свінг. Пізніше взяв друге ім'я Джон Піт (Пітер) Четмен, на честь свого батька. Серед виконавців, чиї записи вплинули на нього були Кларенс Вільямс, Лерой Карр, Лонні Джонсон і Бессі Сміт, а вчився грати, дивлячись на виступи Рузвельта Сайкса і Спеклд Реда. Більшу частину 1930-х років виступав в барах хонкі-тонк, танцювальних залах та гральних закладах в Мемфісі, Арканзасі та в південному Міссурі.
В 1939 році переїхав до Чикаго, штат Іллінойс, де на своїй дебютній сесії на лейблі OKeh у 1940 році був зазначений як Пітер Четмен. Так, він залишився в Чикаго і почав сольно виступати в клубах. У 1940 і 1941 роках записав пісні на лейблі Bluebird Records — «Beer Drinking Woman» і «Grinder Man Blues», які у подальші роки склали основу його репертуару. Окрім власних виступів, також працював і музикантом на лейблі Bluebird, де він записувався з Джоном Лі Вільямсоном, Вошбордом Семом і Джазом Гіллумом. Більшість записів Сліма та виступів аж до середини 1940-х було зроблено з гітаристом і співаком Біг Біллом Брунзі, який найняв Сліма як піаніста, коли Джош Альгеймер помер у 1940 році.
Різні співпраці Сліма наприкінці 1950-х і на початку 1960-х продемонстрували його здатність підлаштовуватися під різні музичні смаки. Його записи з гітаристом Меттом «Гітар» Мерфі як-от At the Gate of Horn на лейблі Vee Jay, було зроблено з використанням сильної ритм-секції з трьох саксофонів і соло-гітари Мерфі. Упродовж цього періоду, із зростанням зацікавленності білої аудиторіх слухачів у фольк- та корінній музиці, здійснив низку записів, у тому числі концертних з фольк-співаком Пітом Сігером, а також записав сесії для лейблу Folkways, на яких виконав старі блюзові стандарти з такими музикантами, як Джаз Гіллум та гітарист Арбі Стідгем (акомпанував на сесії Стідгема Arbee's Blues та записав спільний зі Стідгемом та Гіллумом альбом Blues by Jazz Gillum). Окрім цього, також записав сольні сесії на Folkways, здебільшого це були композиції в стилі бугі-вугі, під час яких, він часто розповідав про їхнє походження і композиторів. Серед цих альбомів були Memphis Slim and the Real Boogie-Woogie, Memphis Slim and the Honky-Tonk Sound, Songs of Memphis Slim and Willie Dixon та інші. 1961 року спродюсував альбом Blues Рузвельта Сайкса на Folkways (зігравши з ним дуетом на одній з композицій).
У 1960 році Слім вперше виступив за межами США; гастролював з басистом Віллі Діксоном. Пізніше у 1961 році Слім переїхав у Париж (Франція), де, на відміну від США, афроамериканські музиканти мали великий успіх. У Парижі він прожив усе своє подальше життя, де багато виступав і записувався. Його дискографія налічує близько 500 записів. Пісня «Every Day I Have the Blues», вперше виконана Слімом в 1949 році, стала блюзовим стандартом, її перезаписували багато музикантів, серед яких Бі Бі Кінг, Елмор Джеймс, Рей Чарльз, Ерік Клептон, Наталі Коул, Елла Фіцджеральд, Джимі Хендрікс, Сара Вон та інші.
Помер 24 лютого 1988 року від ниркової недостатності у віці 72 років в лікарні Некер в Парижі (Франція). Похований на кладовищі Галіллея-меморіал-гарденс в Мемфісі. 1989 року був посмертно включений до Зали слави блюзу.

## Дискографія
| - At the Gate of Horn (Vee-Jay, 1959) - Memphis Slim and the Real Boogie-Woogie (Folkways, 1959) - Memphis Slim and the Honky-Tonk Sound (Folkways, 1960) - The Blues Every Which Way (Verve, 1960) - Songs of Memphis Slim and Willie Dixon (Folkways, 1960) з Віллі Діксоном - Travelling with the Blues (Storyville, 1960) - Memphis Slim's Tribute to Big Bill Broonzy, Leroy Carr, Cow Cow Davenport, Curtis Jones, Jazz Gillum (Candid, 1961) - Just Blues (Bluesville, 1961) - Broken Soul Blues (Beat Goes On, 1961) - This Is a Good Time to Write a Song (Storyville, 1961) - Memphis Slim, U.S.A. (Candid, 1961) - No Strain (Bluesville, 1961) - Memphis Slim (Chess/MCA, 1961) - Memphis Slim and Willie Dixon at the Village Gate (Folkways, 1962) з Віллі Діксоном і Пітом Сігером - Alone with My Friends (Battle, 1963) - Memphis Slim and Willie Dixon in Paris (Battle, 1963); з Віллі Діксоном - All Kinds of Blues (Bluesville, 1963) - Steady Rolling Blues: The Blues of Memphis Slim (Bluesville, 1963) | - Sonny Boy Williamson and Memphis Slim (Disques Vogue, 1964) з Сонні Бой Вільямсоном II - The Real Folk Blues (Chess, 1966) - Bluesingly Yours (Polydor, 1967) - Mother Earth (One Way, 1969) - The World's Foremost Blues Singer (Cleopatra, 1969) - Messin' Around with the Blues (Blue Boar, 1970) - Born with the Blues (Jewel/Jewel, 1971) - Boogie Woogie (Sunnyside, 1971) - Blue Memphis (Wounded Bird, 1971) - Memphis Slim (Barclay, 1971) - South Side Reunion (Blue Star , 1971; Warner Bros., 1972) - Very Much Alive and in Montreux (Universal International, 1973) - Soul Blues (Ember, 1973) - Memphis Blues (Olympic, 1974) з Рузвельтом Сайксом - Goin' Back to Tennessee (Barclay, 1975) - Memphis Slim & Michel Denis (Adda, 1977) - Rockin' the Blues (Charly, 1981) - Memphis Heat (Verve/Polygram, 1981) з Canned Heat - I'll Just Keep on Singin' the Blues (32 Jazz, 1981) |